# História de Taiwan até 1949

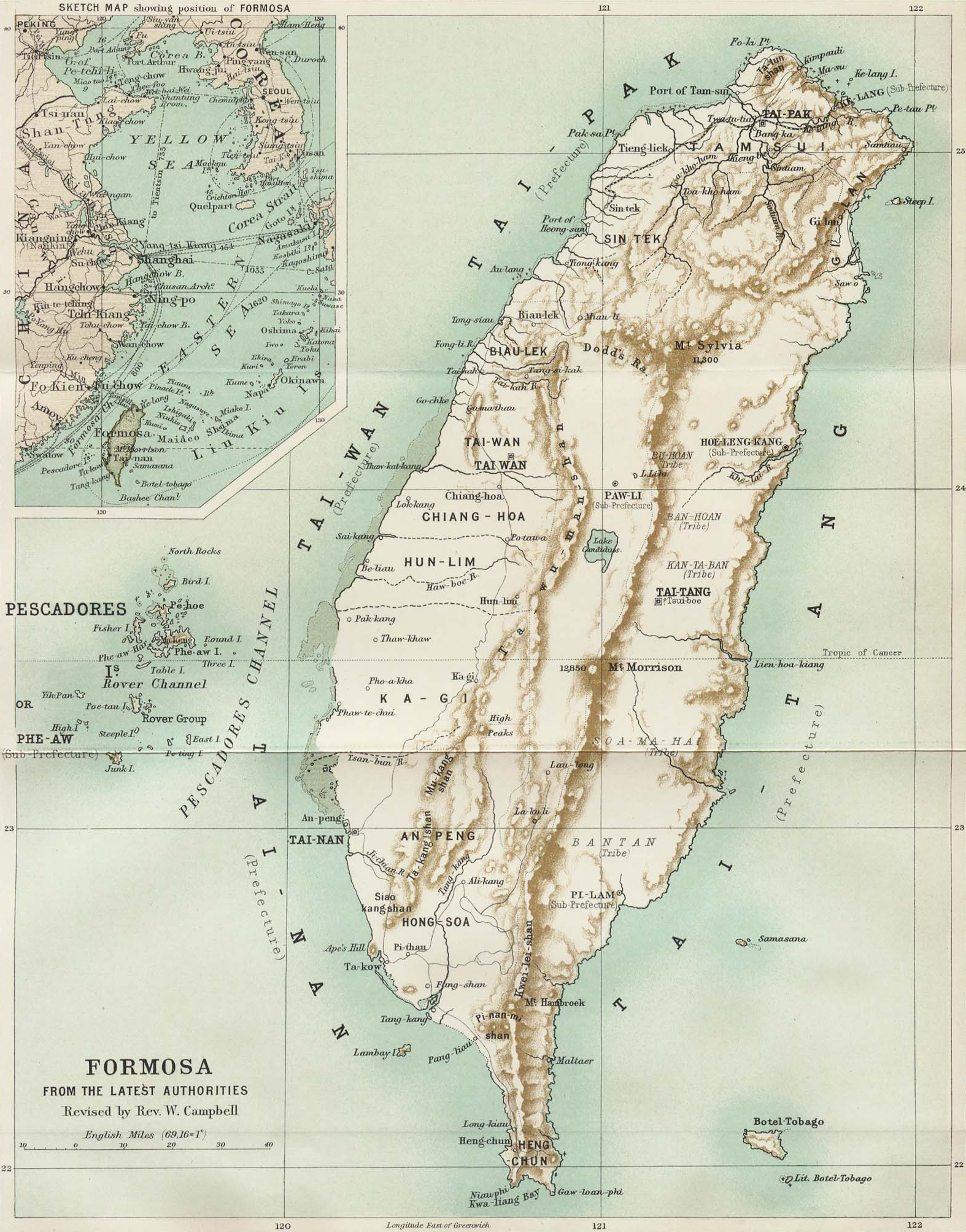
Mapa de Taiwan

A  História de Taiwan remonta a aproximadamente 5000 anos, porém pouco se sabe sobre os seus habitantes originais. Os primeiros habitantes da ilha, se crê que foram os aborígenes emigrados de diferentes ilhas do Pacífico. No século XV etnias como os hakka da China, fugiram para Taiwan das perseguições que havia no continente e no século XVII, houve outra imigração proveniente da China. No século XVI os portugueses a batizaram como "Ilha Formosa", e depois os holandeses se instalaram em Taiwan. Taiwan pertenceu a China até 1895, ano em que foi cedida ao Japão.
Depois da Segunda Guerra Mundial voltou a incorporar-se na China. Em 1949, o Generalíssimo Chiang Kai-shek a converteu em sede do governo nacionalista chinês. A partir de então e até sua morte, em 1975, governou a ilha ajudado pelos Estados Unidos. Em 1978 seu filho Chiang Chingkuo, chegou a ser presidente. O governo unipartidário de Kuomintang recebeu crescentes críticas, e Chiang Ching-kuo tentou manter o controle e suavizar os ânimos com as eleições. Em 1988, Chiang morreu e foi substituído por Lee Teng-hui.

## A Expansão Europeia
Navegadores portugueses alcançaram a ilha em 1544, batizando-a de Ilha Formosa.
Até à colonização de Taiwan pelos holandeses no século XVII, falharam sempre as tentativas de estabelecimento na ilha por parte de outros grupos. Embora seja possível que também a China e o Japão o tenham tentado, o facto é que só no curto período de 1624 a 1662 isso foi possível com a presença holandesa.

## Koxinga e o domínio imperial chinês
Os holandeses foram pressionados a abandonar a ilha em 1662 por Zheng Cheng-Kung (também conhecido por Koxinga), um antigo pirata seguidor de Ming, que tinha por ambição tomar o controle da ilha, acabando por estabelecer o Reinado de Tungning (1662-1683). Após a derrota do neto de Cheng por uma armada comandada pelo Almirante Shi Lang, os seguidores de Cheng são expatriados para os locais mais recôndidos do império Qing, deixando, no entanto, aproximadamente 7 mil chineses em Taiwan. O governo Qing tentou reduzir a pirataria na área, emitindo também numa série de decretos para controle da imigração e respeito dos direitos à terra por parte dos aborígenes. Imigrantes legais continuam a entrar em Taiwan, alugando por contrato (que geralmente implicava casamento) os extensos terrenos pertencentes aos aborígenes.

## O domínio japonês
Após a Guerra Sino-Japonesa em 1895, a China foi forçada a ceder perpetuamente Taiwan ao Japão, permitindo aos residentes, que quisessem permanecer chineses, um período para venderem as suas propriedades e regressar a território chinês continental. Para melhor resistir à dominância japonesa foi criada, a 25 de Maio de 1895, a República de Formosa. Esta resistência foi pressionada quando, a 21 de Outubro do mesmo ano, forças japonesas entraram em Tainan, a cidade capital de Taiwan. Usando o modelo francês de poder colonial, os japoneses foram decisivos na industrialização da ilha durante a sua ocupação. Construíram estradas, desenvolveram um sistema sanitário, um sistema escolar público, entre outras coisas. Por volta de 1935 os japoneses iniciaram um projecto de assimilação por toda a ilha, de modo a reforçar os laços de união entre Taiwan e o império japonês. Em 1945 considerou-se a criação de uma representação popular de Taiwan de modo a pôr um fim ao controlo militar da colónia.

## Independência da China
Começou no dia 1 de Janeiro de 1912, ou seja o início da Independência de Taiwan. É o começo da República na China, o estado de Taiwan é formado, e o fim das Dinastias da China também.

### Guerra China - Taiwan
A quase no fim da Dinastia Qing,Taiwan se declara que quer independência da China com a revolução Xinhai e com o fim da dinastia Qing em 1912, Taiwan se transforma em uma ilha-nação.

### Dinastia Qing e a Independência deTaiwan
Por vezes conhecida popularmente como a Dinastia Manchú, que dominava a China Imperial das Dinastias, com seu declínio e morte a então colônia chinesa de Taiwan pertencente a China, transformará em República da China de Taiwan.

## A República da China
Com o terminar da Segunda Guerra Mundial em 1945, sob os termos do Tratado de Rendição do Japão, o Japão aceita provisoriamente a Declaração de Potsdam (que se refere à Declaração de Cairo) em que a ilha terá de ser transferida para o domínio chinês. As tropas da República da China foram autorizadas a entrar em Taiwan para aceitar a rendição das forças militares japonesas de acordo com a Ordem Geral Nº 1 decretada pelo General Douglas MacArthur em 2 de Setembro de 1945, que seriam mais tarde transportadas para Keelung pela marinha norte-americana. As tropas chinesas hesitaram inicialmente em aceitar a rendição do Japão e em proceder à ocupação militar da ilha. No Tratado de Paz de São Francisco, que entrou em vigor em 28 de Abril de 1952 e no Tratado de Taipei, que entrou em vigor em 5 de Agosto do mesmo ano, o Japão renuncia formalmente a todos os direitos à ilha Formosa (Taiwan) e a Pescadores (Peng-hu).

## Kuomintang e Chiang Kai-shek
O Kuomintang (Partido Nacionalista ou KMT), que no momento controlava o governo da República da China recolheu-se com o seu líder Chiang Kai-shek em Taiwan após a Guerra Civil Chinesa entre o KMT e o Partido Comunista Chinês, que terminou a favor dos comunistas em 1949. Neste êxodo contavam-se aproximadamente 2 milhões de refugiados vindo da China continental. Chiang Kai-shek, então presidente da República da China, tomou o comando de Taiwan, reorganizou as suas tropas e instituiu reformas politico-democráticas limitadas tendo continuado a prometer a reconquista da China continental. A sua posição internacional acabou por se enfraquecer quando em 28 de Novembro de 1971 os Estados Unidos da América alteraram a sua posição, reconhecendo a República Popular da China como o único governo legítimo da China. Chiang Kai-shek permaneceu presidente até ao fim da sua vida em 1975.